# Альбицкий, Алексей Андреевич
Алексе́й Андре́евич Альби́цкий (1860—1920) — русский химик и педагог, профессор.

## Биография
Родился в мае 1860 года (по разным данным: 13 или 20 мая) в Кинешме Костромской губернии (ныне — Ивановская область).
В 1878 году окончил Костромскую гимназию и поступил в Императорский Санкт-Петербургский университет. Окончив в 1882 году университетский курс физико-математического факультета со степенью кандидата, 26 августа 1883 года он был назначен сверхштатным ассистентом лаборатории аналитической химии на медицинском факультете Казанского университета; с 23 октября 1884 года — лаборант при кафедре технической химии, с 31 мая 1885 года — в лаборатории неорганической химии. После сдачи магистерского экзамена и прочтения двух пробных лекций 5 октября 1888 года был утверждён в звании приват-доцента и в первой половине 1889 года вёл практические занятия по количественному химическому анализу; 16 мая 1889 года был перемещён в лабораторию органической химии и осенью начал преподавать качественный химический анализ на физико-математическом и медицинском факультетах; 17 мая 1898 года защитил магистерскую диссертацию «О некоторых превращениях олеиновой и других близких к ней кислот».
Осенью 1902 года защитил докторскую диссертацию «К вопросу о стереоизомерии в ряду непредельных одноосновных кислот» и 3 декабря 1902 года с производством в чин статского советника был назначен на должность экстраординарного профессора Санкт-Петербургского университета по кафедре технологии и технической химии.
С 27 сентября 1903 года преподавал в Харьковском университете в качестве экстраординарного профессора; с 21 января 1905 года — ординарный профессор по кафедре химии. Был награждён орденами Св. Станислава 2-й ст. (1907), Св. Анны 2-й и 3-й ст., Св. Владимира 4-й ст. (1913).
Принимал участие в организации высших женских курсов в Харькове.
Умер в Харькове 1 октября 1920 года.
Был женат, имел сына (1896 г.р.) и двух дочерей.